# Paulet de Marselha
Paulet de Marselha (fl....1262-1268...) fou un trobador occità. Se'n conserven nou composicions.

## Vida
No es conserva cap vida d'aquest trobador. Tanmateix l'al·lusió a fets contemporanis en les seves poesies permeten d'establir-ne la cronologia i biografia. Pel seu nom, se suposa que seria originari de Marsella. Tres cançons amoroses van dedicades a Barral dels Baus a qui també Paulet dedicà un plany en el moment de la seva mort (1268); tanmateix sembla que, en el moment en què Barral optà per una política pro-francesa i la ciutat de Marsella va capitular (1252), Paulet deuria exiliar-se i acollir-se a la cort de l'infant Pere d'Aragó on se'l troba documentat com a joglar a sou de la cort entre 1262 i 1267.
La pastorel·la de Paulet és interessant perquè, contra el que seria més habitual en el gènere, Paulet i la pastora discuteixen de temes polítics i critiquen la política de Carles d'Anjou. També és interessant el tornejament, iniciat per Guiraut Riquier en algun moment entre 1262 i 1266, potser a Tolosa, i que comparteixen amb dos senyors feudals. A aquests Guiraut els dona a triar entre dues dames, però a Paulet entre dues corts i ell se'n queixa dient que un altre cop li doni a escollir sobre temes amorosos i no de joglars (s'hi ha vist la voluntat de reivindicar-se com a trobador i no com a joglar).
És possible, però no segur, que Paulet hagués visitat la cort d'Alfons X; en tot cas, el 1268 en el sirventès Ab marrimen demana l'alliberació de l'infant Enric de Castella (germà d'Alfons, fet presoner per Carles d'Anjou a la batalla de Tagliacozzo). No es tenen notícies del trobador a partir de 1268. Potser tornà a Provença.

## Obra
- (319,1)[3] Ab marrimen et ab mala sabensa (sirventès)
- (319,2) Ara qu'es lo gais pascors (cançó)
- (319,3) Er que·l jorn son belh e clar (cançó)
- (319,4) Belha dompna plazens: Ai ! (dansa)
- (319,5) Ges pels crois reprendedors (cançó)
- (319,6) L'autrier m'anav' ab cor pensiu (pastorel·la)
- (319,7) Razos non es, que hom deja chantar (plany)
- (319,7a = 272,1 = 403,1) Senh' En Iorda, si⋅us manda Livernos (tornejament entre Guiraut Riquier, Jordà IV de l'Illa Jordà, Raimon Isarn i Paulet de Marselha)
- (319,8) Sitot no·m fas tan valens (cançó)

### Repertoris
- Alfred Pillet / Henry Carstens, Bibliographie der Troubadours von Dr. Alfred Pillet […] ergänzt, weitergeführt und herausgegeben von Dr. Henry Carstens. Halle : Niemeyer, 1933 [Paulet de Marselha és el número PC 319]